# Lucernaria
Genre
Lucernaria est  un genre de Stauroméduses de la famille des Lucernariidae.

## Liste d'espèces
Selon Catalogue of Life (29 août 2018) :
- Lucernaria australis Vanhöffen, 1908
- Lucernaria bathyphila Haeckel, 1880
- Lucernaria haeckeli (Antipa, 1892)
- Lucernaria infundibulum Haeckel, 1880
- Lucernaria janetae Collins & Daly, 2005
- Lucernaria quadricornis O. F. Müller, 1776
- Lucernaria sainthilairei (Redikorzev, 1925)
- Lucernaria walteri (Antipa, 1892)

Selon ITIS (29 août 2018) :
- Lucernaria australis Vanhöffen, 1908
- Lucernaria bathyphila Haeckel, 1880
- Lucernaria haeckeli (Antipa, 1892)
- Lucernaria infundibulum Haeckel, 1880
- Lucernaria quadricornis O. F. Müller, 1776
- Lucernaria sainthilarei (Radicorzew)
- Lucernaria walteri (Antipa, 1892)

Selon NCBI (29 août 2018) :
- Lucernaria bathyphila
- Lucernaria janetae
- Lucernaria quadricornis
- Lucernaria sainthilairei